# Wici (czasopismo)
Wici – nazwa pism wydawanych przez Polska Partię Socjalistyczną w latach 1902–1908 i Związek Młodzieży Wiejskiej RP „Wici” od 1928 roku.
Pierwszy numer Wici wydany przez PPS ukazał się w 1902 r. w formacie A4 w nakładzie około 1000 egzemplarzy. Pismo przestało się ukazywać w 1908 r. na skutek akcji prowadzonych przez carską żandarmerię.
Po powstaniu w 1928 r. Związku Młodzieży Wiejskiej RP Wici jej organem prasowym stało się również pismo o tytule Wici. Pierwszy numer ukazał się 25 marca 1928 r. Pismo opatrzone dewizą Trzeba z żywymi naprzód iść po życie sięgać nowe, walczyło z pozostałościami feudalizmu na wsi, z Sanacją, z ciemnotą i klerykalizmem. Po drugiej wojnie światowej pismo zostało reaktywowane w 1944 i ukazywało się do 1948. 
Później tytuł wznawiano jeszcze kilkakrotnie: w 1957 jako tygodnik Związku Młodzieży Wiejskiej, 1991-1995 jako biuletyn ZMW, następnie 1995-2002 biuletyn senioratu Szkoły Głównej Gospodarstwa Wiejskiego w Warszawie.